# Taean-guyŏk
Taean-guyŏk (koreanska: 대안구역) är en kommun i Nordkorea.   Den ligger i provinsen Södra P'yŏngan, i den sydvästra delen av landet, 30 km sydväst om huvudstaden Pyongyang.